# 樋の口町 (名古屋市)
樋の口町（ひのくちちょう）は、愛知県名古屋市西区の地名。丁番を持たない単独町名である。住居表示実施。

## 地理
名古屋市西区南東部に位置する。東から南は中区、西は城西一丁目・同二丁目に接する。

## 歴史

### 町名の由来
当地に名古屋城の堀の水量を調整する施設があったことに由来するという。

### 沿革
- 明治4年 - 名古屋村の一部により、愛知郡樋ノ口町として成立[8]。
- 1876年（明治9年） - 西外堀町を編入する[8]。
- 1878年（明治11年）12月20日 - 名古屋区成立に伴い、同区樋ノ口町となる[8]。
- 1889年（明治22年）10月1日 - 名古屋市成立に伴い、同市樋ノ口町となる[8]。
- 1908年（明治41年）4月1日 - 西区成立に伴い、同区樋ノ口町となる[8]。
- 1911年（明治44年）11月1日 - 南外堀町の一部を編入する[8]。
- 1934年（昭和9年）12月15日 - 一部が中区長畝町に編入される[9]。
- 1942年（昭和17年）5月20日 - 俵町・数寄屋町の各一部を編入する[8]。
- 1980年（昭和55年）10月12日 - 樋ノ口町は樋の口町・城西三丁目・堀端町・数寄屋町に編入され、堀川のみに残る[8]。また、樋の口町が樋ノ口町の一部により成立[8]。

## 世帯数と人口
2019年（平成31年）2月1日現在の世帯数と人口は以下の通りである。
| 町丁     | 世帯数 | 人口 |
| -------- | ------ | ---- |
| 樋の口町 | 25世帯 | 59人 |

## 学区
市立小・中学校に通う場合、学校等は以下の通りとなる。また、公立高等学校に通う場合の学区は以下の通りとなる。
| 番・番地等 | 小学校               | 中学校               | 高等学校 |
| ---------- | -------------------- | -------------------- | -------- |
| 全域       | 名古屋市立城西小学校 | 名古屋市立浄心中学校 | 尾張学区 |

## 施設
- 木曽御岳本教天明教会[6]
- ホテルナゴヤキャッスル[12]

## その他

### 日本郵便
- 郵便番号 : 451-0034[3]（集配局：名古屋西郵便局[13]）。